# Tobias Ludvigsson
Tobias Ludvigsson (Stockholm, 22 februari 1991) is een Zweeds voormalig wegwielrenner en mountainbiker.

## Carrière
Als junior behaalde hij in beide disciplines diverse nationale titels. In 2009 werd hij achtste op het wereldkampioenschap op de weg bij de junioren. Zijn drie jaar jongere broer Fredrik is ook wielrenner.
Medio 2011 kreeg hij een stagecontract aangeboden bij de Skil-Shimano ploeg, vanaf 2012 Argos-Shimano genoemd. Na de eerste wedstrijdkilometers voor die ploeg in de Ronde van Burgos kreeg hij een profcontract aangeboden voor twee jaar. Dit had hij te danken aan de goede indruk die hij achterliet tijdens een trainingskamp op Alpe d'Huez.
In de Ronde van Italië van 2014 kwam hij hard ten val tijdens de tijdrit op 22 mei. De Zweedse tijdrijder hield in een bocht een veel te hoge snelheid aan en reed tegen de vangrail. De renner van Giant-Shimano werd gekatapulteerd en kwam een tiental meters verderop neer in een tuin en werd naar een ziekenhuis afgevoerd.
Op 6 mei 2016 wist hij in de Ronde van Italië de vierde plek te pakken in de openingstijdrit achter Tom Dumoulin, Primož Roglič en Andrey Amador. Dit leverde hem de jongerentrui op. Hij was daarmee, na Tommy Prim, de tweede Zweed die deze trui droeg. Deze raakte hij in de vierde etappe kwijt aan Bob Jungels. Ludvigsson eindigde op plek 51 in het algemeen klassement en op de tiende plaats in het jongerenklassement. In de tijdrit van de Ronde van Spanje wist hij derde te worden. In augustus 2016 tekende hij voor twee jaar bij FDJ.

## Overwinningen
2008
 Zweeds kampioen tijdrijden, Junioren
2009
 Zweeds kampioen tijdrijden, Junioren
2011
Proloog Ronde van Normandië
4e etappe Ronde van Thüringen
2012
 Zweeds kampioen tijdrijden, Beloften
 Zweeds kampioen op de weg, Beloften
2013
Jongerenklassement Driedaagse van West-Vlaanderen
Jongerenklassement Omloop van de Sarthe
2014
5e etappe Ster van Bessèges
Eindklassement Ster van Bessèges
2017
 Zweeds kampioen tijdrijden, Elite
2018
 Zweeds kampioen tijdrijden, Elite
2019
 Zweeds kampioen tijdrijden, Elite

## Resultaten in de voornaamste wedstrijden
| Jaar | Ronde van Italië | Ronde van Frankrijk | Ronde van Spanje |
| ---- | ---------------- | ------------------- | ---------------- |
| 2012 |                  |                     |                  |
| 2013 | 112e             |                     |                  |
| 2014 | opgave           |                     | 62e              |
| 2015 | 83e              |                     |                  |
| 2016 | 51e              |                     | 52e              |
| 2017 | 85e              |                     | 59e              |
| 2018 |                  | 74e                 |                  |
| 2019 | 82e              |                     | 44e              |
| 2020 |                  |                     |                  |
| 2021 |                  |                     | 99e              |
| 2022 | 102e             |                     |                  |
| 2023 |                  |                     |                  |
| 2024 |                  |                     |                  |

| Jaar | Milaan-San Remo | Gent-Wevelgem | Ronde van Vlaanderen | Parijs-Roubaix | Amstel Gold Race | Luik-Bast.‑Luik | Ronde van Lombardije | Waalse Pijl | Clásica San Sebastián |  | WK op de weg |  | Wereldranglijsten |
| ---- | --------------- | ------------- | -------------------- | -------------- | ---------------- | --------------- | -------------------- | ----------- | --------------------- |  | ------------ |  | ----------------- |
| 2012 |                 |               |                      |                |                  |                 | opgave               | 123e        |                       |  |              |  |                   |
| 2013 |                 |               |                      |                |                  |                 |                      |             | opgave                |  | opgave       |  | 196e (UWT)        |
| 2014 |                 |               |                      |                |                  |                 | opgave               |             |                       |  | opgave       |  |                   |
| 2015 |                 |               |                      |                |                  |                 | opgave               |             |                       |  |              |  |                   |
| 2016 |                 |               |                      |                |                  |                 | opgave               |             |                       |  |              |  | 181e (UWT)        |
| 2017 |                 |               |                      |                |                  |                 |                      |             |                       |  | 51e          |  | 346e (UWT)        |
| 2018 |                 |               |                      |                |                  |                 |                      |             |                       |  | opgave       |  |                   |
| 2019 |                 |               |                      |                | opgave           | opgave          |                      | 91e         |                       |  |              |  |                   |
| 2020 |                 | opgave        |                      |                |                  |                 |                      |             |                       |  |              |  |                   |
| 2021 |                 |               | 100e                 |                |                  |                 |                      |             |                       |  |              |  |                   |
| 2022 |                 | 72e           | opgave               |                | 103e             |                 |                      |             |                       |  | opgave       |  |                   |
| 2023 | 96e             |               |                      | opgave         | opgave           |                 |                      |             |                       |  |              |  |                   |
| 2024 |                 | opgave        | opgave               | opgave         |                  |                 |                      |             |                       |  |              |  |                   |

## Ploegen
- 2011 –  Team CykelCity
- 2011 –  Skil-Shimano (stagiair vanaf 1-8)
- 2012 –  Team Argos-Shimano [a]
- 2013 –  Team Argos-Shimano
- 2014 –  Team Giant-Shimano
- 2015 –  Team Giant-Alpecin
- 2016 –  Team Giant-Alpecin
- 2017 –  FDJ
- 2018 –  Groupama-FDJ
- 2019 –  Groupama-FDJ
- 2020 –  Groupama-FDJ
- 2021 –  Groupama-FDJ
- 2022 –  Groupama-FDJ
- 2023 –  Q36.5 Pro Cycling Team
- 2024 –  Q36.5 Pro Cycling Team

Bonnin ·
Chaigneau ·
Curvers ·
Damuseau ·
De Backer ·
Docker ·
Doi ·
Feng ·
Fröhlinger ·
Geniez ·
Geschke ·
Huguet ·
van Hummel ·
Hupond ·
Ji · 
Kittel ·
Kluge ·
de Kort ·
Reimer ·
Sprick ·
Timmer ·
Veelers · 
van Zandbeek · 

Ludvigsson (stagiair) ·
Oostlander (stagiair) · 
Ries (stagiair)
Bonnin ·
Curvers ·
Damuseau ·
De Backer ·
Degenkolb ·
Doi ·
Dumoulin ·
Feng ·
Fröhlinger ·
Geniez ·
Geschke ·
Gretsch ·
Huguet ·
Hupond ·
Ji · 
Kittel ·
Klemme ·
Kluge ·
de Kort ·
Ludvigsson ·
Sinkeldam ·
Sprick ·
Stamsnijder ·
Timmer · 

Veelers · 
van Zandbeek ·
Ahlstrand (stagiair) ·
Barguil (stagiair) · 
Boswell (stagiair) 
Ahlstrand ·
Arndt ·
Barguil · 
Clarke ·
Curvers ·
Damuseau ·
De Backer ·
Degenkolb ·
Dumoulin ·
Fröhlinger ·
Geschke ·
Gretsch ·
Huguet ·
Hupond ·
Janse van Rensburg · 
Ji · 
Kittel ·
de Kort ·
Ludvigsson ·
Mezgec ·
Parisien ·
Peterson ·
Preidler ·
Sinkeldam ·
Sprick ·
Stamsnijder ·
Timmer · 
Veelers · 
Xing ·
Holler (stagiair) · 
Jauregui (stagiair) · 
Olsson (stagiair)
Ahlstrand · Arndt · Barguil · Bulgaç · Craddock · Curvers · Damuseau · De Backer · De Kort · Degenkolb · Devenyns · Dumoulin · Fröhlinger · Geschke · Haga · Hupond · Janse van Rensburg · Ji · Kittel · Loh · T. Ludvigsson · Mezgec · Olivier · Peterson · Preidler · Sinkeldam · Sprick · Stamsnijder · Timmer · Veelers · Lammertink (stagiair) · F. Ludvigsson (stagiair) 
Arndt · Barguil · Craddock · Curvers · De Backer · De Kort · Degenkolb · Dumoulin · Fairly · Fröhlinger · Geschke · Haga · Hupond · Ji · Jones · Kittel · F. Ludvigsson · T. Ludvigsson · Mezgec · Olivier · Preidler · Sinkeldam · Stamsnijder · Timmer · Van der Haar · Veelers · Waeytens · Walscheid (stagiair)
Andersen · Arndt · Barguil · Curvers · Ten Dam · De Backer · Degenkolb · Dumoulin · Fairly · Fröhlinger · Geschke · Van der Haar · Haga · Ji · Jones · De Kort · F. Ludvigsson · T. Ludvigsson · Lunke · Oomen · Preidler · Sinkeldam · Stamsnijder · Timmer · Veelers · Waeytens · Walscheid · Hoekstra (stagiair) · Kanter (stagiair) · Tusveld (stagiair)
Bonnet · Cimolai · Courteille · Delage · Démare · Eiking · Fournier · Gaudu · Guarnieri · Hoelgaard · Konovalovas · Ladagnous · Le Bon · Le Gac · Ludvigsson · Maison · Manzin · Molard · Morabito · Pineau · Pinot · Reichenbach · Reza · Roux · Roy · Sarreau · Vaugrenard · Vichot · Vincent · Armirail (stagiair) · Madouas (stagiair) · Seigle (stagiair)
Armirail · Bonnet · Cimolai · Delage · Démare · Duchesne · Gaudu · Guarnieri · Hoelgaard · Konovalovas · Ladagnous · Le Gac · Ludvigsson · Madouas · Molard · Morabito · Pinot · Preidler · Reichenbach · Roux · Roy · Sarreau · Seigle · Sinkeldam · Thomas · Vaugrenard · Vichot · Vincent
Armirail · Bonnet · Delage · Démare · Duchesne · Frankiny · Gaudu · Geniets · Guarnieri · Hoelgaard · Konovalovas · Küng · Ladagnous · Le Gac · Ludvigsson · Madouas · Molard · Morabito · Pinot · Preidler · Reichenbach · Roux · Sarreau · Scotson · Seigle · Sinkeldam · Thomas · Vaugrenard · Vincent · Brunel (stagiair) · Jerman (stagiair) · Louvel (stagiair)
Armirail · Bonnet · Brunel · Delage · Démare · Duchesne · Frankiny · Gaudu · Geniets · Guarnieri · Gugliemi · Konovalovas · Küng   · Ladagnous · Le Gac · Lienhard · Ludvigsson · Madouas · Molard · Pinot · Reichenbach · Roux · Sarreau · Scotson · Seigle · Sinkeldam · Thomas · Vincent · Davy (stagiair) · Stewart (stagiair)
Armirail · Badilatti · van den Berg · Bonnet · Brunel · Davy · Delage · Démare · Duchesne · Gaudu · Geniets · Guarnieri · Gugliemi · Konovalovas · Küng     · Ladagnous · Le Gac · Lienhard · Ludvigsson · Madouas · Molard · Pinot · Reichenbach · Roux · Scotson · Seigle · Sinkeldam · Stewart · Thomas · Valter
Armirail · Askey · Badilatti · Davy · Démare · Duchesne · Gaudu · Geniets · Guarnieri · Konovalovas · Küng   · Ladagnous · Le Gac · Lienhard · Ludvigsson · Madouas · Molard · Pacher · Penhoët (vanaf 1/8) · Pinot · Reichenbach · Roux · Scotson · Sinkeldam · Stewart · Storer · Valter · van den Berg · Welten
Abreha · Badilatti · Bauer · Brambilla · Calzoni · Camprubi · Christen · Colombo · Conca · Davis · Devriendt · Donovan · Fedeli · Hagen · Howson · Ludvigsson · Małecki · Monk · Moschetti · Parisini · Puppio · Rosskopf · Sajnok · Zukowsky · Novák (stagiair)
Abreha · Azparren · Badilatti · Brambilla · Calzoni · Camprubi · Christen · Colombo (vanaf 1/8) · Conca · de la Cruz · Devriendt · Donovan · Fancellu · Frison · Hagen · Howson · Ludvigsson · Małecki · Monk · Moschetti · Nizzolo · Parisini · Rosskopf · Sajnok · Steimle · Townsend · Whelan · Zukowsky · Krijnsen (stagiair) · Sommer (stagiair)